# William Paterson (jurista)
William Paterson (Antrim, 24 de dezembro de 1745 - Albany, 9 de setembro de 1806) foi um estadista de Nova Jérsei, signatário da Constituição dos Estados Unidos, e Associado de Justiça da Suprema Corte dos Estados Unidos, que serviu como o 3.º governador de Nova Jérsei, de 1790 a 1793.